# Harry Quintana
Harry Quintana (* 1989/1990, bis 2015 hauptsächlich als Prinz Harry aktiv) ist ein deutscher Rapper aus München, der seit 2006 aktiv ist und seine Musik zunächst unabhängig auf Plattformen wie SoundCloud, Bandcamp und YouTube veröffentlichte. Er arbeitete mehrfach mit Rappern wie Kollegah und LGoony zusammen.

## Musikalischer Werdegang
Harry Quintanas musikalische Ursprünge liegen in der Reimliga Battle Arena. Dort war er von 2006 bis 2008 unter den Namen prinz harry und harry_k aktiv, beide Profile sind jedoch mittlerweile gesperrt. Im September 2006 veröffentlichte er unter dem Namen Mariano die Holiday EP als kostenlosen Download. Im Dezember 2010 war er als Featuregast auf Kollegahs Veröffentlichung Hoodtape Volume 1 X-Mas Edition vertreten, wodurch er seinen Bekanntheitsgrad steigern konnte. Im Januar 2011 veröffentlichte er daraufhin das Album Vom Wohlstand verwahrlost, auf dem neben bisherigen Freetracks auch neue Lieder vertreten sind, als kostenlosen Download. Zwischenzeitlich war er in den Rap-Crews WastedYoutHH und Cocaine Cowboys aktiv. Im Mai 2015 veröffentlichte er Keep on Playin, eine Sammlung von Freetracks und Features der Jahre 2012 bis 2014. Im August 2015 erschien die EP El Camino. Im September 2015 war er als Featuregast auf dem Grape Tape von LGoony vertreten. Im November 2018 veröffentlichte er ein Best-of-Album mit dem Titel XVXVIII. Auf Kollegahs im Dezember 2018 erschienenen Hoodtape Volume 3 ist Harry Quintana wie schon auf dem ersten Teil der Reihe unter dem Namen Prinz Harry als Featuregast vertreten. Im Februar 2019 folgte die EP Raro auf allen gängigen Streaming-Plattformen. Im Februar 2021 wurde eine weitere EP mit dem Titel Blue Sky Szenario veröffentlicht. Im März 2022 kündigte er die Veröffentlichung seines neuen Albums Zwanglose Lieder mit tropischem Flair für das Jahr 2022[veraltet] an. Das Album erschien am 14. Oktober 2022.

## Stil
Seit seinem Namenswechsel von Prinz Harry zu Harry Quintana im Jahre 2015 geht das Soundbild seiner Musik laut eigener Aussage „mehr in die Cloud-Rap-Sparte“.

## Einflüsse
Zu Harry Quintanas musikalischen Einflüssen gehören laut eigener Aussage unter anderem seine ehemaligen RBA-Kollegen Kollegah, Klubking und Chissmann sowie Rhymin Simon, Aggro Berlin, Nas, Fabolous und Jeezy. Harry Quintana selbst wird wiederum von LGoony als eine seiner größten Inspirationen genannt.

## Diskografie

### Alben und EPs
- 2006: Holiday EP
- 2011: Vom Wohlstand verwahrlost
- 2015: Keep on Playin
- 2015: El Camino EP
- 2018: XVXVIII
- 2019: Raro
- 2021: Blue Sky Szenario
- 2022: Zwanglose Lieder mit tropischem Flair

### Gastbeiträge (Auswahl)
- 2010: Gigolos auf Hoodtape Volume 1 X-Mas Edition von Kollegah
- 2015: Sosa auf Grape Tape von LGoony
- 2018: Crystal in der Town auf Hoodtape Volume 3 von Kollegah
- 2019: Check auf Lightcore von LGoony